# جلان هيوز
جلان هيوز (بالإنجليزية: Glen Hughes)‏ هو لاعب دوري الرغبي أسترالي، ولد في 13 يناير 1973 في سيدني في أستراليا.